# Shilpa Shetty
Shilpa Shetty (tulu: ಶಿಲ್ಪ ಶೆಟ್ಟಿ) (Mangalore, 8 de junio de 1975) es una actriz y modelo india nominada cuatro veces a los Filmfare Award. Desde su debut con Baazigar (1993), ha aparecido en más de 50 películas, entre ellas Aag, su primer papel protagonista. Actualmente reside en Bombay, India. Su hermana Shamita Shetty también es una actriz de Bollywood.
Ganó el concurso Celebrity Big Brother el 28 de enero de 2007 con un 63%, tras una gran controversia sobre el racismo que ejercían contra ella otros concursantes y en donde estaba metidos ella y otros concursantes Jade Goody y Danielle Lloyd. Es además una gran activista de los derechos de las personas con VIH y de los derechos de los animales (PETA). Fue jurado de Indian Idol y Jhalak Dikhlaja.

## Carrera
Shetty empezó como modelo en Limca en 1991, y debutó en 1993 con Baazigar, que le valió una candidatura a  Filmfare Best Supporting Actress Award.

### Big Brother
La actriz participó en la edición de 2007 del Gran Hermano británico para celebridades (Celebrity Big Brother, es su nombre oficial en inglés). En uno de los días de convivencia en la casa, la actriz india recibió graves insultos de tono racista y comportamiento bullying por parte de la estrella televisiva Jade Goody, y la modelo Danielle Lloyd. Shetty recibió de sus compañeras insultos como "perra" o "puta paki" (calificativo despectivo que emplean los británicos para referirse a los pakistaníes), además de mofándose de su acento, su manera de cocinar o dudando de su higiene regular, entre otros.
Shetty, que reaccionó con calma a las provocaciones y acabó ganando el programa, con su caso provocó la intervención incluso del Gobierno de Tony Blair ante las protestas de los televidentes y la repulsa nacional e internacional. El asunto provocó, también, movilizaciones en su India natal y el ministro indio de Asuntos Exteriores, Anand Sharma, pidió explicaciones al gobierno británico. Goody, una de las habitantes de la casa, terminó siendo expulsada de Gran Hermano por la polémica racista y antes de marcharse pidió disculpas a Shetty asegurando que sus acusaciones no tenían ningún carácter racista. Shetty, por su parte, manifestó que nunca se sintió discriminada y que sólo fue "un choque de culturas".

### Big Boss
En agosto de 2008, Shetty volvió a vincularse al entorno de Big Brother. Esta vez fue en su India natal, con Big Boss, la versión india del famoso programa de telerrealidad. Shetty fue la presentadora del programa en el que participó Jade Goody, famosa por protagonizar el incidente racista con Shetty en el Reino Unido. La invitación de la esteticista británica nada menos que a India y con Shetty como presentadora generó mucha expectación, pero a los pocos días del comienzo del programa a Goody se le notificó en directo que padecía cáncer cervical y abandonó la casa de Bombay. Murió el 22 de marzo de 2009.

## Compromisos sociales

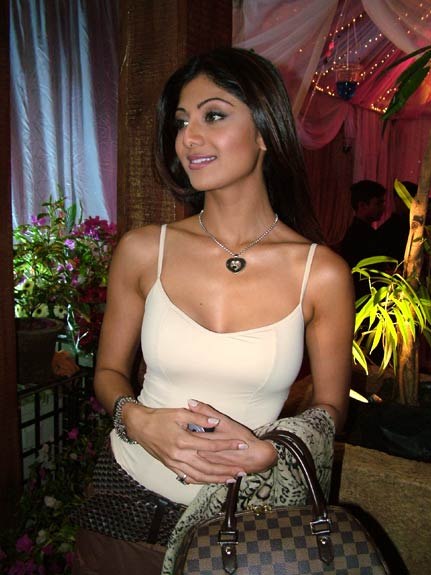
Shetty apoya las causas de PETA y la lucha contra el SIDA en India.

### Sida
En febrero de 2006 Shetty prestó su apoyo a la BBC World Service Trust, un programa de televisión diseñado para abordar el problema del VIH-SIDA en la India. El proyecto, que también contó con la participación de otras celebridades como Vivek Oberoi, Dia Mirza y Raveena Tandon en distintos episodios, presentó a Shetty como la sombra de una joven cuyo trabajo es sensibilizar a la sociedad sobre la enfermedad. Shetty, participó en esta causa para mostrar su solidaridad con los portadores del VIH-SIDA.
Esta es una cuestión que Shetty ha vivido, relativamente, de cerca, ya que interpretó en una ocasión a un paciente seropositivo en 2004, en su película Phir Milenge. Hablando de la película y el sida en general, Shetty manifestó: "¿Por qué no una película en pacientes seropositivos? Se trata de un estigma social en nuestra sociedad. Hemos hecho esta película para poner de relieve este problema... Esta película traerá consigo una conciencia social sobre el sida en nuestro país. Es hora de que se hable de esto en nuestra sociedad".

### PETA
En marzo de 2006 Shetty se unió a una campaña publicitaria de PETA contra el uso de animales salvajes en los circos. Según un comunicado de prensa de PETA India, Shetty es una defensora de PETA y asistió a la campaña en la que tuvo que posar bajo un ceñido disfraz de tigre enjaulado. Explicó que durante la sesión en la jaula le incomodaron su cuclillas, pero que su malestar era insignificante comparado con el dolor sufrido por las criaturas. La actriz india aseguró que "estos dignos animales sólo abandonan una vez sus jaulas, que son un poco más grandes que el tamaño de sus cuerpos, durante unos minutos cada día para ser sometidas a la realización de trucos en una pista que no tienen sentido y que les están perturbando. La mejor manera de ayudar a los animales que sufren en los circos es boicotear el circo".
Shetty reveló más tarde en una entrevista que se sentía fuertemente unida a esta causa y que estaba horrorizada al oír acerca de los malos tratos sufridos por estos animales. "Pensé que debía detener eso. Si puedo hacer un poco diferentes sus vidas, ¿por qué no iba a hacerlo?"

## Premios

### Ganadora
- 1998: Bollywood Movie Award - Best Supporting Actress por Pardesi Babu.
- 2004: Special Award por Phir Milenge.
- 2004: Giant International Award por Phir Milenge.
- 2004: Indo-Pak's Young Achiever Award.
- 2005: AAHOA Award por Phir Milenge.
- 2007: Celebrity Big Brother

### Nominaciones
- 1993: Filmfare Best Debut Award por Baazigar.
- 1998: Zee Gold Bollywood Award, Best Supporting Actress por Pardesi Babu.
- 2000: IIFA Best Actress Award por Dhadkan.
- 2002: Filmfare Best Supporting Actress Award por Rishtey.
- 2002: Star Screen Award Best Comedian por Rishtey.
- 2002: Sansui Viewers Choice Movie Awards, Best Comedian por Rishtey.
- 2004: Sansui Viewers Choice Movie Awards, Best Actress por Phir Milenge.
- 2004: Star Screen Award Best Actress por Phir Milenge.
- 2004: Sports World Film Awards, Best Actress por Phir Milenge.
- 2004: Filmfare Best Actress Award por Phir Milenge.
- 2004: Zee Cine Award Best Actor- Female por Phir Milenge.
- 2004: IIFA Best Actress Award por Phir Milenge.
- 2004: Bollywood Awards, Best Actress por Phir Milenge.

## Filmografía

### Films
| Año  | Película                        | Papel                 | Lengua  | Notas                                              |
| ---- | ------------------------------- | --------------------- | ------- | -------------------------------------------------- |
| 1993 | Baazigar                        | Seema Chopra          | Hindi   | Nominada al Filmfare Best Debut Award              |
| 1994 | Aao Pyaar Karen                 | Chhaya                | Hindi   |                                                    |
| 1994 | Main Khiladi Tu Anari           | Mona/Basanti          | Hindi   |                                                    |
| 1994 | Aag                             | Bijli                 | Hindi   |                                                    |
| 1995 | Hathkadi                        | Neha                  | Hindi   |                                                    |
| 1996 | Mr. Romeo                       | Shilpa                | Tamil   | Dobalada al hindi y al telugu como Mr. Romeo       |
| 1996 | Chhote Sarkar                   | Seema                 | Hindi   |                                                    |
| 1996 | Himmat                          | Nisha                 | Hindi   |                                                    |
| 1996 | Sahasa Veerudu Sagara Kanya     | Sona                  | Telugu  | Doblada al hindi como Saagar Kanya                 |
| 1997 | Dus                             | Journalist            | Hindi   |                                                    |
| 1997 | Gambler                         | Ritu                  | Hindi   |                                                    |
| 1997 | Prithvi                         | Neha                  | Hindi   |                                                    |
| 1997 | Insaaf                          | Divya                 | Hindi   |                                                    |
| 1997 | Zameer: The Awakening of a Soul | Roma Khurana          | Hindi   |                                                    |
| 1997 | Auzaar                          | Prathna Thakur        | Hindi   |                                                    |
| 1997 | Veedeva Dani Babu               | Nandhana              | Telugu  |                                                    |
| 1998 | Pardesi Babu                    | Chinni Malhotra       | Hindi   |                                                    |
| 1998 | Aakrosh                         | Komal                 | Hindi   |                                                    |
| 1999 | Jaanwar                         | Mamta                 | Hindi   |                                                    |
| 1999 | Shool                           | Dancer                | Hindi   |                                                    |
| 1999 | Lal Baadshah                    | Lawyer's daughter     | Hindi   |                                                    |
| 2000 | Azad                            | Kanaka Mahalakshmi    | Telugu  |                                                    |
| 2000 | Dhadkan                         | Anjali                | Hindi   | Nominada al Filmfare Best Actress Award            |
| 2000 | Tarkieb                         | Preeti Sharma         | Hindi   |                                                    |
| 2000 | Khushi                          | Macarena              | Tamil   |                                                    |
| 2000 | Jung                            | Tara                  | Hindi   |                                                    |
| 2001 | Indian                          | Anjali Rajshekar Azad | Hindi   |                                                    |
| 2001 | Bhalevadivi Basu                | Shilpa                | Telugu  | Doblada al hindi como Sherni Ka Shikaar            |
| 2001 | Maduve Agona Baa                | Preeti                | Kannada |                                                    |
| 2001 | Preethsod Thappa                | Preethi               | Kannada |                                                    |
| 2002 | Karz                            | Sapna                 | Hindi   |                                                    |
| 2002 | Rishtey                         | Vaijanti              | Hindi   | Nominada al Filmfare Best Supporting Actress Award |
| 2002 | Hathyar                         | Gauri Shivalkar       | Hindi   |                                                    |
| 2002 | Chor Machaaye Shor              | Kaajal                | Hindi   |                                                    |
| 2002 | Badhaai Ho Badhaai              | Radha/Banto Betty     | Hindi   |                                                    |
| 2002 | Junoon                          |                       | Hindi   |                                                    |
| 2003 | Ondagona Baa                    | Belli                 | Kannada |                                                    |
| 2003 | Darna Mana Hai                  | Gayathri              | Hindi   |                                                    |
| 2004 | Phir Milenge                    | Tamanna Sahani        | Hindi   | Nominada al Filmfare Best Actress Award            |
| 2004 | Garv: Pride and Honour          | Jannat                | Hindi   |                                                    |
| 2005 | Dus                             | Aditi                 | Hindi   |                                                    |
| 2005 | Fareb                           | Neha                  | Hindi   |                                                    |
| 2005 | Khamosh: Khauff Ki Raat         | Sonia                 | Hindi   |                                                    |
| 2005 | Auto Shankar                    | Money Lender          | Kannada |                                                    |
| 2006 | Shaadi Karke Phas Gaya Yaar     | Ahana                 | Hindi   |                                                    |
| 2007 | Life In A... Metro              | Shikha                | Hindi   |                                                    |
| 2007 | Apne                            | Simran                | Hindi   | Posproducción                                      |
| 2007 | Happy Birthday                  |                       | Hindi   | Anunciada                                          |

### Televisión
| Año  | Programa                | Notas                 |
| ---- | ----------------------- | --------------------- |
| 2004 | Indian Idol             | Jurado                |
| 2006 | Jhalak Dikhhla Jaa      | Jurado                |
| 2007 | Celebrity Big Brother   | Ganadora              |
| 2007 | GMTV                    | Entrevista            |
| 2007 | The Real Shilpa Shetty  | Documental            |
| 2007 | The Dame Edna Treatment | Con Sir Les Patterson |
| 2007 | Koffee With Karan       |                       |